# 富林镇 (通河县)
富林镇，是中华人民共和国黑龙江省哈尔滨市通河县下辖的一个镇，位于通河县西部，南临松花江。
2017年9月13日，黑龙江省民政厅批复同意撤销富林乡，设立富林镇。

## 行政区划
富林镇下辖以下地区：
富乡村、永胜村、临江村、民生村、红旗村、德兴村、岔林村、林胜村、保安村、三宝村、双河村、长兴村、铧子山林场和红旗种畜场。